# Gendemadu, Channapatna
Gendemadu là một làng thuộc tehsil Channapatna, huyện Ramanagara, bang Karnataka, Ấn Độ.